# Exocentrus malloti
Exocentrus malloti är en skalbaggsart som beskrevs av Fisher 1931. Exocentrus malloti ingår i släktet Exocentrus och familjen långhorningar. Inga underarter finns listade i Catalogue of Life.